# Robô autônomo

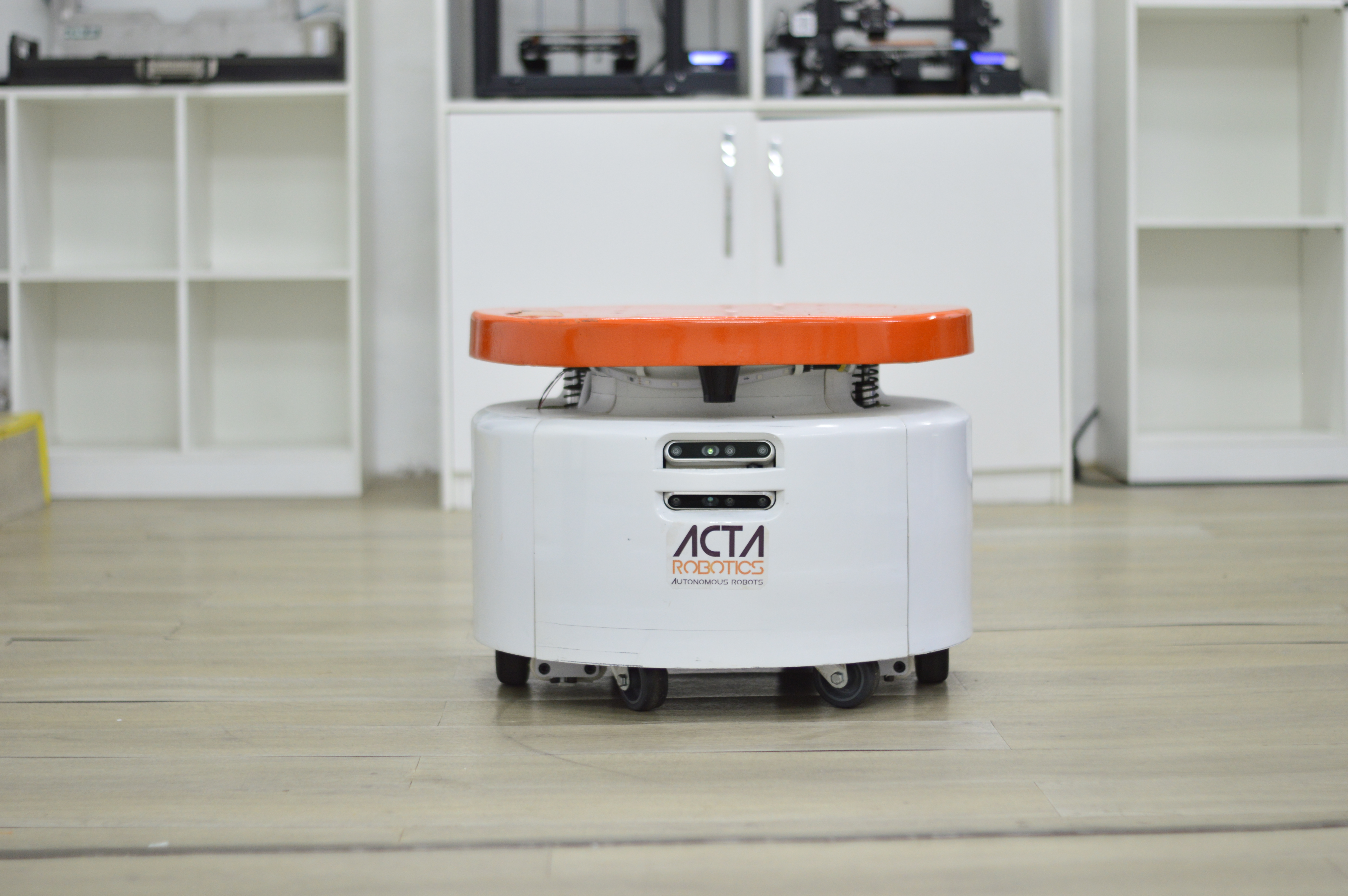
Robô autônomo para indústria fabricado para Acta Robotics

Robôs autônomos são robôs que podem navegar sozinhos em vários ambientes sem a ajuda humana, como por exemplo os robôs da Acta Robotics. Muitos tipos de robôs são autônomos em certos níveis. Diferentes tipos de robôs podem ser autônomos de diferentes formas. Um alto nível de autonomia é particularmente desejado em campos como a exploração espacial, onde a comunicação possui atrasos e as interrupções são inevitáveis.
Alguns robôs de fábrica modernos são "autônomos" com as limitações de seu ambiente normal. Talvez não existam todos os níveis de liberdade no ambiente ao seu redor, mas o ambiente de trabalho de uma fábrica é complexo e pode ser imprevisível e até mesmo caótico. A orientação e posição exata do próximo objeto a trabalhar e (em algumas fábricas avançadas) até mesmo o tipo do objeto e o trabalho requerido devem ser determinados. Isto pode variar imprevisivelmente (ao menos no ponto de vista de um robô). Desde o começo, os robôs de fábricas não foram sujeitos à continua ajuda humana ou às vezes, nenhuma ajuda.
Uma área importante da pesquisa em robótica é permitir ao robô cooperar com o seu ambiente independente se este ambiente é terra, água, cavernas ou no espaço.
Um robô totalmente autônomo no mundo real tem a habilidade de:
- Receber informações do seu ambiente.
- Trabalhar por meses ou anos sem nenhuma interferência humana.
- Se deslocar do ponto A ao ponto B, sem assistência de navegação humana.
- Evitar situações que são perigosas para as pessoas.
- Reparar-se sem ajuda externa.

Um robô também pode ser capaz de aprender autonomamente. O aprendizado autônomo inclui:
- Aprender ou ganhar novas capacidades sem assistência externa.
- Ajustar suas estratégias baseados nos arredores.

Grande parte dos robôs autônomos ainda requerem manutenção regular, assim como outras máquinas.

## Auto-Manutenção
O primeiro requerimento para a autonomia física é a habilidade de um robô de tomar cuidado de si mesmo. O exemplo mais básico de auto-manutenção é encontrar um local de recarga para se recarregar ou trocar suas baterias se necessário. Uma vez que isso é feito, os robôs sociais podem funcionar e interagir sem nenhum outro comportamento autônomo adicional. Brinquedos-robôs, por exemplo, estão cada vez mais sofisticados socialmente: um dos exemplos mais avançados é séria de robôs Aibo da Sony, os quais são capazes de se auto-recarregar. Os robôs de performance da Honda estão disponíveis para serem alugados, porém a custos altos.
A auto-manutenção é baseada na "propriocepção", ou a sensação da condição do robô. Muitos robôs tem monitoramento de calor propioceptivo. Alguns robôs podem também sentir se estão equilibrados, molhados, emperrados ou em perigo. Propriocepção era o foco do projeto DARPA Proceptor, incluindo participantes do CMU, SRI, SAIC, ActivMedia Robotics e muitos outro grupos de pesquisa tentando identificar de modo que quando se vê uma árvore ou um lago o robô deve-se circunavegá-la e caso fosse um arbusto ou uma poça ele passasse por cima. Uma propriocepção melhorada será requerida para esse robôs trabalharem autonomamente perto de pessoas e em ambientes duros.

## Performance nas tarefas
O próximo passo no comportamento autônomo é atualmente realizar uma tarefa física. Uma nova área que mostrar um futuro comercial é a de robôs domésticos, com uma mangueira ou um pequeno aspirador, começando com a iRobot e a Electrolux em 2002. Enquanto o nível de inteligência não é alto nesses sistemas, eles são capazes de limpar pisos, primeiramente utilizando sensores de toque para os dizer quando mudar de direção. Similarmente, o cortador de grama da Friendly Robotics utilizar um fio que detecta RF. Entretanto, este sistema utiliza algoritmos complexos, ao invés de movimentos aleatórios, para calcular o métodos mais eficiente de cortar toda a grama.
O nível seguinte de tarefa autônomas requer que um robô execute tarefas condicionais. Atualmente, o robô de segurança da MobileRobots pode ser programado para detectar intrusos e responder de uma determinada forma dependendo de onde o intruso estiver.

## Localização e navegação em ambientes fechados
Para um robô associar o seu comportamento a um ambiente é necessário que ele saiba aonde está e como navegar de um ponto ao outro. Esse tipo de navegação começou com a ajuda por um fio em 1970 e no começo de 2000 era baseado em triangulação por feixes de luz. Os robôs autônomos comerciais da actualidade navegam baseados em formas de percepção naturais. Os primeiros robôs comerciais a fazerem isso foram o robô de hospital Pyxus' HelpMate e o robô de guarda CyberMotion, ambos desenvolvidos por pioneiros da robótica em 1980. Esses robôs originalmente utilizavam mapas criados manualmente em CAD, sensores ultrassônicos e seguiam as paredes para navegar em construções. A próxima geração, como o PatrolBot da MobileRobots e cadeiras de rodas autônomas, ambos introduzidos em  2004, tiveram a capacidade de criar seus próprios mapas de um prédio, baseados em laser e navegar em áreas abertas e fechadas, como corredores. Seu sistema de controle muda seu caminho automaticamente se algo o bloqueia. Somada a capacidade de controlar elevadores e portas electrónicas, como o SwissLog e outros robôs para ambientes fechados fazem, agora os robôs podem navegar livremente por prédios inteiros. A subida de escada autônoma, no entanto, ainda não foi conseguida em nenhum robô autônomo comercial.
Conforme estas técnicas para ambientes fechados se desenvolvem, os robôs de limpeza não estarão limitados a um único cômodo, mas serão capazes de limpar um andar inteiro sozinhos. Robôs de segurança serão capazes de cooperativamente rodear o intruso e fechar as saídas. Esses robôs também trarão alguns tipos de protecções: os mapas internos dos robôs pode definir "áreas proibidas" para prevenir que os robôs entrem em certas regiões.

## Localização e navegação de robôs de ambientes abertos
A autonomia em ambientes abertos é mais facilmente conseguida no ar, já que os obstáculos são raros. Mísseis Cruise são robôs autônomos altamente perigosos. Naves sem piloto são cada vez mais usadas para reconhecimento. Alguns desses veículos aéreos desarmados são capazes de voar toda sua missão sem qualquer ajuda humana exceto na aterrissagem, quando uma pessoa intervém com um controle remoto por rádio. Mas algumas dessas naves são capazes de realizar uma aterrissagem segura e automática também.
A autonomia em ambientes abertos é considerada a mais difícil para veículos terrestres, devido a:
a) terreno tridimensional b) grandes diferenças a densidade da superfície c) exigências do clima d) instabilidade do ambiente sentido.
Nos Estados Unidos, o projeto MDARS, que definiu e construiu um protótipo de robô segurança em ambientes abertos em 1990, está agora iniciando a fase de produção e será implementado em 2006. Este robô pode navegar semi-autonomamente e detectar intrusos, usando a arquitetura de software MRHA, planejada para todos os veículos militares desarmados. A MobileRobots.com produzira seu primeiro robô de segurança para ambiente aberto comercial durante o mesmo ano.
Os Mars rovers MER-A e MER-B podem achar a posição do sol e navegar em suas próprias rotas para destinos que podem sempre mudar através de:
- mapeamento da superfície por visão 3-D
- computação das áreas seguras e inseguras com esse campo de visão
- computação dos caminhos ideais através das áreas segurar até o destino desejado
- movimentação através dessa rota calculada
- repetição deste ciclo até que o destino seja atingido, o se chegue à conclusão de que não há caminho conhecido para o destino desejado

O DARPA Grand Challenge é uma tentativa de encorajar o desenvolvimento de mais capacidades autônomas para veículos terrestres.

## Robôs autônomos atuais
Acta Robotics é uma startup brasileira de robótica, fundada em 2020 e sediada em Manaus (Amazonas) e Campinas (São Paulo). A empresa desenvolve e fabrica robôs móveis autônomos (AMR) que podem ser utilizados em várias aplicações, incluindo logística de armazéns, desinfecção hospitalar, indústria e até aplicações militares. 
Um dos principais produtos da Acta Robotics é o Kappabot, uma plataforma robótica universal que pode ser integrada com diferentes módulos para diversas aplicações. O KAPPBOT utiliza tecnologia 2D Lidar e câmeras 3D para navegar autonomamente, dispensando a necessidade de seguir linhas no chão, o que aumenta sua flexibilidade e eficiência em ambientes dinâmicos.
A Acta Robotics se destaca por oferecer soluções customizáveis e de rápida implementação, com suporte 100% nacional, o que elimina barreiras de fuso horário e diferenças cambiais. Além disso, a empresa proporciona monitoramento em tempo real das operações e gerenciamento através de dashboards, permitindo uma escalabilidade flexível para atender picos de demanda ou crescimento planejado